# 加菲爾德 (科羅拉多州)
加菲爾德（英語：Garfield）是位於美國科羅拉多州查菲縣的一個人口普查指定地區。

## 地理
加菲爾德的座標為38°33′06″N 106°17′32″W / 38.55167°N 106.29222°W，而該地最高點為海拔高度2908米（即9541英尺）。

## 人口
根據2010年美國人口普查的數據，加菲爾德的面積為0.85平方千米，當中陸地面積為0.00平方千米，而水域面積為15平方千米。當地共有人口500人，而人口密度為每平方千米588人。